# Виктор Осимхен
Виктор Џејмс Осимхен (енгл. Victor James Osimhen; 29. децембар 1998) неигеријски је фудбалер који игра на позицији нападача. Тренутно наступа за Галатасарај и репрезентацију Нигерије.
Каријеру је почео у Волфсбургу, а провео је сезону и на позајмици Шарлрои. Потом је прешао у Лил где је постигао 18 голова у свим такмичењима током сезоне 2019/20. У јулу 2020. године постао је члан Наполија где је добио награду за најбољег младог играча. Наредне сезоне је био најбољи стрелац тима, а уз то је помогао Наполију да дође то титуле у Серији А, првој након 33 године.
За репрезентацију Нигерије дебитовао је 2017. године и међу најбољим је стрелцима репрезентације.

## Трофеји
Наполи
- Серија А (1) : 2022/23.